# Spaniel bretón
El spaniel bretón (en francés: Épagneul Breton) es una raza de perro de caza de tipo spaniel originaria de la región francesa de Bretaña.
El primer club bretón francés de la raza se fundó en 1907 en Loudéac, reconociéndose la raza el 31 de mayo de 1907. La primera vez que un bretón fue inscrito en el L.O.F. (Libro de Orígenes Francés) se trató de Boy M. Nordm, nacido en 1905 y propiedad del Dr. Gastel Marphan.

## Descripción

### Apariencia
El spaniel bretón es bastante atlético, compacto y de constitución sólida, aunque sin ser pesado. Las patas son largas, y su paso es también largo, elástico y ligero. Su expresión facial es de inteligencia, vigor y su actitud vigilante.
Algunos de estos perros tienen por naturaleza la cola corta, y otros nacen con una cola larga que suele cortarse a una longitud de 3 a 10 cm. En los países donde el corte de la cola es ilegal, los Bretones con colas largas deben tenerla a la altura del lomo o un poco más abajo.
Esta raza presenta una gran variedad de colores; en la variante americana, el pelaje naranja y blanco es el más común, aunque hay otros colores, como marrón rojizo y blanco, roano naranja y marrón rojizo, todos de los cuales se aceptan en las exposiciones caninas. También puede presentar un manto tricolor, muy común en países como el Reino Unido y Francia, aunque no aceptado en América, donde el color negro se considera un defecto que conlleva la descalificación.

### Tamaño
Los spaniel bretones deberían tener una altura entre 44,45 y 52,07 cm. en la cruz, siendo las hembras de menor altura que los machos. Un spaniel bretón sano y bien constituido debería tener un peso de entre 16 y 20kg, dependiendo de la altura.

## Variedades

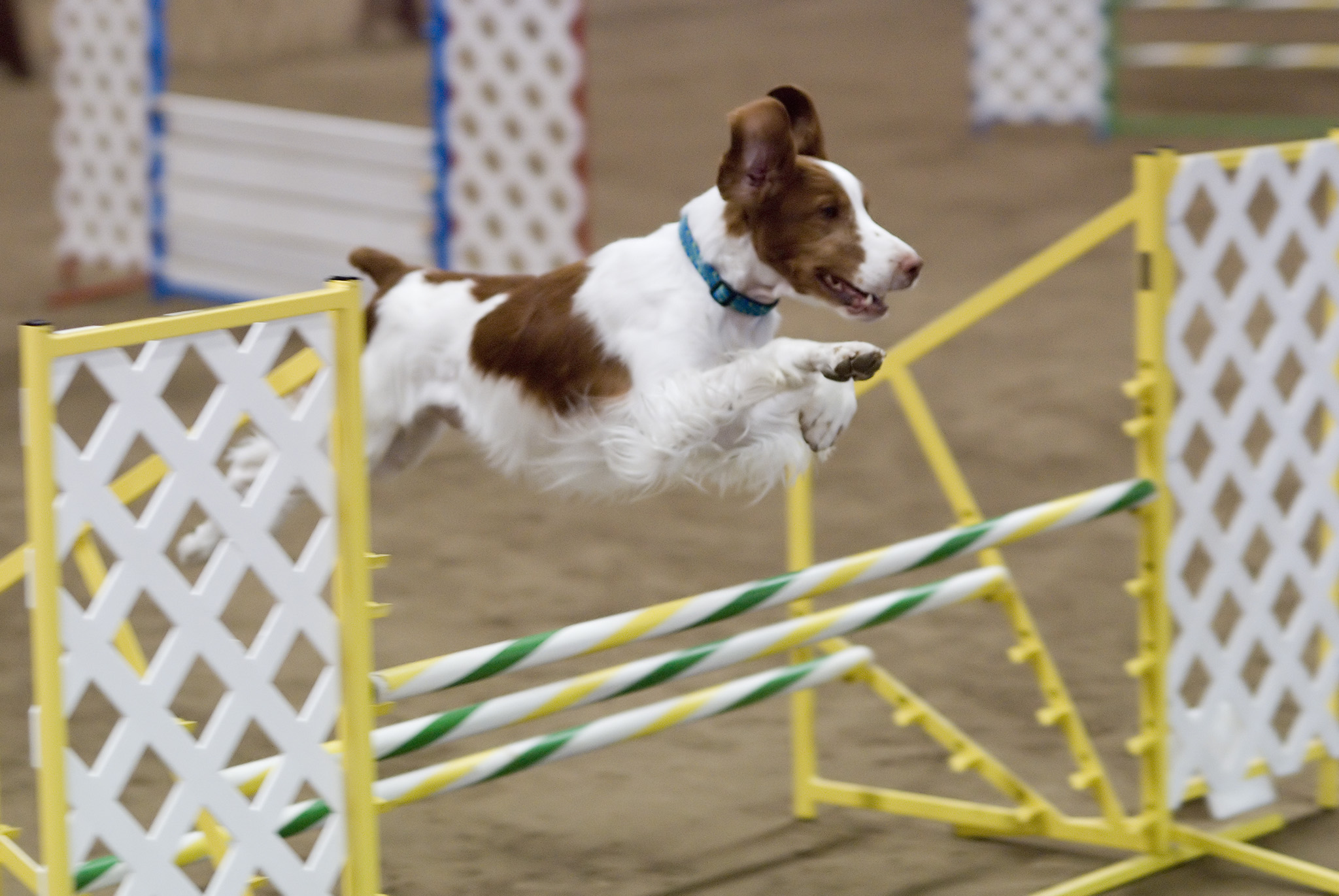
Un spaniel bretón en un torneo de agility.

Muchos criadores diferencian entre las variedades francesa y americana. Aunque generalmente se reconocen como subgrupos de la misma raza, existen diferencias evidentes entre los dos. El spaniel bretón Americano es más alto y rápido, ya que fue criado para cubrir un terreno más extenso, cazando en los espacios amplios y abiertos de los Estados Unidos, mientras que el spaniel bretón francés es más pequeño y generalmente trabaja más cerca del cazador.
Sin embargo, algunos criadores no consideran que estas diferencias sean lo suficientemente significativas y creen que los estándares americanos deberían actualizarse para reflejar el estándar de la raza en su país de origen, donde el negro se ha convertido en un color de pelaje aceptable desde 1956, mientras que sigue siendo considerado un defecto en América.

## Temperamento
La raza se crio originalmente como un perro de caza y pronto se vio que era un perro fácil de entrenar, sensible y bondadoso. Los spaniel bretones son excelentes animales domésticos, además de ser buenos perros de trabajo en el campo. La mayoría no deja escapar una oportunidad de recibir una caricia o un abrazo. Son activos y requieren ejercicio frecuente, siendo importante disponer de un terreno vallado donde puedan correr. Una alternativa es inscribirlo a agility, un deporte que le permitirá sacar su energía y disfrutar de estimulación mental.
Como animales domésticos, los spaniel bretones son excelentes perros de compañía pero necesitan mucho ejercicio físico y mental, además de frecuentes oportunidades de socialización. Si no se da suficiente ejercicio, amor y socialización, pueden volverse destructivos o desarrollar hábitos nocivos, no representativos de la raza. Aunque son inteligentes, los machos tienen un carácter más despreocupado y son fáciles de persuadir, mientras que las hembras usan su inteligencia para conseguir sus objetivos y pueden ser un poco más difíciles[cita requerida]. En resumen, el spaniel bretón es un animal doméstico popular, al tiempo que mantiene su función original como perro de caza.

## Salud

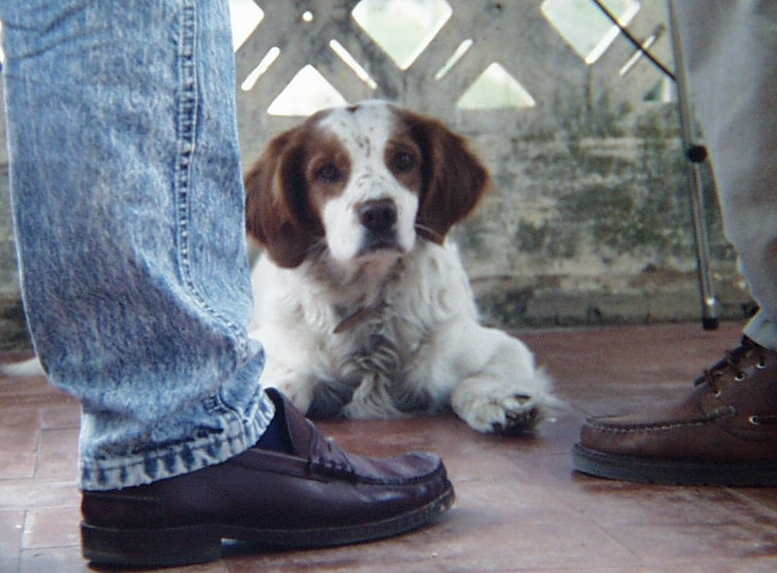
Cachorro de spaniel bretón.

Los spaniel bretones tienen una esperanza de vida promedio de 12 a 15 años.
Las enfermedades encontradas en la raza incluyen la displasia de cadera, y el 14,9% de los spaniel bretones examinados entre 1974 y 2009 por la Orthopedic Foundation for Animals mostraban esta afección, y una tasa menor del 10,3% para los perros nacidos entre 2003 y 2004. También son propensos a la epilepsia, entropión, cataratas y displasia de codo.